# Francesco Zizzari
Francesco Zizzari (La Spezia, 31 maggio 1982) è un ex calciatore italiano, di ruolo attaccante.

## Caratteristiche tecniche
Terminale offensivo della manovra d'attacco, in grado di adattarsi ad esterno o seconda punta. In possesso di un discreto senso della posizione - che gli consente di finalizzare in rete con continuità le azioni create dai compagni - tra le sue doti spiccano inoltre stacco aereo e freddezza sotto rete.

## Carriera
Muove i suoi primi passi nel settore giovanile dello Spezia. Nel 2000 viene ceduto in prestito al Baracca Lugo, società militante in Serie D, segnando 4 reti in 30 apparizioni alla sua prima stagione tra i dilettanti. L'anno successivo si trasferisce al Brindisi.
Mette a segno la sua prima rete con i liguri il 15 dicembre 2003 contro il Rimini (vittoria per 2-1). Quarta scelta dell'attacco ligure, non riesce a trovare spazio nel corso della stagione.
Il 31 agosto 2004 si trasferisce in prestito con diritto di riscatto e controriscatto al Pavia. Termina l'annata segnando 11 reti - tra cui una nei play-off contro il Grosseto - in 36 presenze. Il 26 giugno 2005 i liguri esercitano l'opzione del controriscatto. L'esborso effettuato dalla società ligure è stato di 25.000 euro.
Nel 2006 passa in prestito al Grosseto, in Serie C1. Il 13 maggio 2007 la squadra ottiene la sua prima storica promozione in Serie B. Il 24 maggio una sua rete decide l'incontro di Supercoppa contro il Ravenna consentendo ai toscani - in virtù del pareggio per 1-1 ottenuto all'andata - di alzare il trofeo.
Il 16 luglio 2007 passa in prestito alla Lucchese. Esordisce in Serie B il 2 febbraio contro il Bologna, subentrando al 59' al posto di Francesco Millesi. Il 18 marzo mette a segno la sua prima rete in serie cadetta.
Il 16 luglio 2010 - dopo aver trascorso due anni in terza serie tra Ravenna (laureandosi capocannoniere con 15 reti) e Pescara - passa in compartecipazione alla Reggina, in Serie B. Partito come titolare, con il passare delle giornate perde il posto - a causa di alcune prestazioni al di sotto delle aspettative - a favore degli altri attaccanti della rosa.
Rescisso il contratto con la Reggina, il 31 gennaio 2013 viene prelevato a parametro zero dal Bassano Virtus. Esordisce con la nuova maglia il 3 febbraio successivo, segnando una rete ai danni del Mantova, decisiva ai fini dell'incontro. In ritardo di condizione, non riesce a trovare continuità.
Il 31 gennaio 2014, dopo aver passato sei mesi a Foggia, firma un contratto di sei mesi con il Gavorrano. A fine stagione i minerari retrocedono in Serie D. Il 26 luglio prolunga il proprio contratto di una stagione, con opzione di rinnovo in caso di promozione. In seguito all'addio di Sebastiano Miano viene nominato capitano della squadra.
Il 29 luglio 2015 viene ufficializzato il suo passaggio al Sestri Levante. Il 10 febbraio 2016 - in occasione della sfida disputata contro il Rapallo Bogliasco - subisce un grave infortunio al ginocchio, che gli fa chiudere in anticipo la stagione. L'8 settembre 2017 scende di categoria, firmando con il Pietrasanta, in Promozione. Mette a segno 17 reti in campionato, tra cui una quaterna nella trasferta vinta 3-4 contro il 
Camaiore, conducendo i biancocelesti alla finale play-off valida per l'accesso in Eccellenza, persa 1-0 contro il Camaiore. Il 2 settembre 2018 viene tesserato dallo Zenith Audax, in Eccellenza. Il 10 settembre 2019 passa al Castelfiorentino.
L'8 luglio 2020 si accorda con il Viaccia, in Promozione. Mette a segno tre reti in due partite prima della sospensione del campionato, finalizzata al contenimento dell'emergenza epidemiologica da COVID-19.

## Statistiche

### Presenze e reti nei club
Statistiche aggiornate al 30 giugno 2022.
| Stagione         | Squadra          | Campionato       | Campionato | Campionato | Coppe nazionali | Coppe nazionali | Coppe nazionali | Coppe continentali | Coppe continentali | Coppe continentali | Altre coppe | Altre coppe | Altre coppe | Totale | Totale |
| Stagione         | Squadra          | Comp             | Pres       | Reti       | Comp            | Pres            | Reti            | Comp               | Pres               | Reti               | Comp        | Pres        | Reti        | Pres   | Reti   |
| ---------------- | ---------------- | ---------------- | ---------- | ---------- | --------------- | --------------- | --------------- | ------------------ | ------------------ | ------------------ | ----------- | ----------- | ----------- | ------ | ------ |
| 2000-2001        | Baracca Lugo     | D                | 30         | 4          | CI-D            | 0               | 0               | -                  | -                  | -                  | -           | -           | -           | 30     | 4      |
| 2001-2002        | Brindisi         | D                | 28         | 4          | CI-D            | 0               | 0               | -                  | -                  | -                  | -           | -           | -           | 28     | 4      |
| 2002-gen. 2003   | Spezia           | C1               | 0          | 0          | CI+CI-C         | 1+0             | 0               | -                  | -                  | -                  | -           | -           | -           | 1      | 0      |
| gen.-giu. 2003   | Pordenone        | C2               | 0          | 0          | CI-C            | -               | -               | -                  | -                  | -                  | -           | -           | -           | 0      | 0      |
| 2003-2004        | Spezia           | C1               | 11         | 2          | CI-C            | 4               | 1               | -                  | -                  | -                  | -           | -           | -           | 15     | 3      |
| ago. 2004        | Spezia           | C1               | -          | -          | CI-C            | 1               | 0               | -                  | -                  | -                  | -           | -           | -           | 1      | 0      |
| ago. 2004-2005   | Pavia            | C1               | 32+4       | 10+1       | CI-C            | 0               | 0               | -                  | -                  | -                  | -           | -           | -           | 36     | 11     |
| ago. 2005        | Spezia           | C1               | 1          | 0          | CI+CI-C         | 1+0             | 0               | -                  | -                  | -                  | -           | -           | -           | 2      | 0      |
| ago. 2005-2006   | Pistoiese        | C1               | 26         | 4          | CI+CI-C         | 0+3             | 1               | -                  | -                  | -                  | -           | -           | -           | 29     | 5      |
| 2006-2007        | Grosseto         | C1               | 32         | 7          | CI+CI-C         | 1+2             | 0               | -                  | -                  | -                  | SL-C1       | 2           | 1           | 37     | 8      |
| 2007-gen. 2008   | Lucchese         | C1               | 12         | 1          | CI-C            | 3               | 1               | -                  | -                  | -                  | -           | -           | -           | 15     | 1      |
| gen.-giu. 2008   | Spezia           | B                | 19         | 2          | CI              | -               | -               | -                  | -                  | -                  | -           | -           | -           | 19     | 2      |
| Totale Spezia    | Totale Spezia    | Totale Spezia    | 31         | 4          |                 | 7               | 1               |                    | -                  | -                  |             | -           | -           | 38     | 5      |
| 2008-2009        | Ravenna          | 1D               | 27+2       | 15+2       | CI+CI-LP        | 1+0             | 0               | -                  | -                  | -                  | -           | -           | -           | 30     | 17     |
| 2009-2010        | Pescara          | 1D               | 21+4       | 3+1        | CI-LP           | 2               | 0               | -                  | -                  | -                  | -           | -           | -           | 27     | 4      |
| 2010-2011        | Reggina          | B                | 20+1       | 1          | CI              | 3               | 1               | -                  | -                  | -                  | -           | -           | -           | 24     | 2      |
| 2011-2012        | Siracusa         | 1D               | 25         | 2          | CI+CI-LP        | 1+1             | 0+1             | -                  | -                  | -                  | -           | -           | -           | 27     | 3      |
| gen.-giu. 2013   | Bassano Virtus   | 2D               | 10+2       | 1          | CI-LP           | -               | -               | -                  | -                  | -                  | -           | -           | -           | 12     | 1      |
| 2013-gen. 2014   | Foggia           | 2D               | 11         | 1          | CI-LP           | 1               | 0               | -                  | -                  | -                  | -           | -           | -           | 12     | 1      |
| gen.-giu. 2014   | Gavorrano        | 2D               | 10         | 4          | CI-LP           | -               | -               | -                  | -                  | -                  | -           | -           | -           | 10     | 4      |
| 2014-2015        | Gavorrano        | D                | 28         | 12         | CI-D            | 1               | 0               | -                  | -                  | -                  | -           | -           | -           | 29     | 12     |
| Totale Gavorrano | Totale Gavorrano | Totale Gavorrano | 38         | 16         |                 | 1               | 0               |                    | -                  | -                  |             | -           | -           | 39     | 16     |
| 2015-2016        | Sestri Levante   | D                | 22         | 7          | CI+CI-D         | 1+1             | 0+1             | -                  | -                  | -                  | -           | -           | -           | 24     | 8      |
| 2016-gen. 2017   | Ponsacco         | D                | 8          | 2          | CI-D            | -               | -               | -                  | -                  | -                  | -           | -           | -           | 8      | 2      |
| gen.-giu. 2017   | Sporting Recco   | D                | 11         | 2          | CI-D            | -               | -               | -                  | -                  | -                  | -           | -           | -           | 11     | 2      |
| 2017-2018        | Pietrasanta      | Prom.            | 27+2       | 17+1       | CI-Dil          | 0               | 0               | -                  | -                  | -                  | -           | -           | -           | 29     | 18     |
| 2018-2019        | Zenith Audax     | Ecc.             | 25         | 10         | CI-Dil          | 5               | 2               | -                  | -                  | -                  | -           | -           | -           | 30     | 12     |
| 2019-2020        | Castelfiorentino | Ecc.             | 16         | 6          | CI-Dil          | 0               | 0               | -                  | -                  | -                  | -           | -           | -           | 16     | 6      |
| 2020-2021        | Viaccia          | Prom.            | 2          | 3          | CI-Dil          | 2               | 0               | -                  | -                  | -                  | -           | -           | -           | 4      | 3      |
| 2021-2022        | Amici Miei       | Prom.            | 19         | 10         | CI-Dil          | 0               | 0               | -                  | -                  | -                  | -           | -           | -           | 19     | 10     |
| Totale carriera  | Totale carriera  | Totale carriera  | 488        | 135        |                 | 35              | 8               |                    | -                  | -                  |             | 2           | 1           | 525    | 144    |

## Palmarès

### Club

#### Competizioni nazionali
- Campionato italiano di Serie D: 1

Brindisi: 2001-2002
- Campionato italiano Serie C1: 1

Grosseto: 2006-2007
- Supercoppa di Lega di Serie C1: 1

Grosseto: 2007

### Individuale
- Capocannoniere della Lega Pro Prima Divisione: 1

2008-2009 (Girone A, 15 gol)